# Bătălia de la Ticinus
Bătălia de la Ticinus a fost o bătălie din nord-vestul Italiei ce a avut loc în noiembrie 218 î.Hr., în cadrul celui de-al doilea război punic, între Cartagina (în frunte cu Hannibal) și Republica Romană (Publius Cornelius Scipio).
S-a încheiat cu victoria lui Hannibal.